# Identidade de Sommerfeld
A Identidade de Sommerfeld é usada na teoria de propagação de ondas:
{\displaystyle {\frac {e^{ikR}}{R}}=\int \limits _{0}^{\infty }I_{0}(\lambda r)e^{-\mu \left|z\right|}{\frac {\lambda d\lambda }{\mu }}}
no qual
{\displaystyle \mu ={\sqrt {\lambda ^{2}-k^{2}}}}
no qual considera-se a parte real positiva, para assegurar a convergência da integral no limite {\displaystyle z\rightarrow \pm \infty }.
A função {\displaystyle I_{0}} é a Função de Bessel.
Forma alternativa:
{\displaystyle {\frac {e^{ik_{0}r}}{r}}=i\int \limits _{0}^{\infty }{dk_{\rho }{\frac {k_{\rho }}{k_{z}}}J_{0}(k_{\rho }\rho )e^{ik_{z}\left|z\right|}}}
Onde
{\displaystyle \ k_{z}={\sqrt {(k_{0}-k_{\rho })}}}
A interpretação física é de uma onda esférica decomposta pela soma de ondas cilíndricas na direção {\displaystyle \rho }, multiplicada por uma onda plana na direção {\displaystyle z}.
A soma deve ser realizada para todos os números de onda {\displaystyle k_{\rho }}.